# Tomasz Wachowski
Tomasz Wachowski (ur. 12 września 1899 w Zbąszyniu, zm. 21 października 1939 w Lesznie) – polski żołnierz, powstaniec wielkopolski, kawaler Krzyża Walecznych, pośmiertnie odznaczony Wielkopolskim Krzyżem Powstańczym, prezes Związku Powstańców Wielkopolskich.

## Życiorys
Syn Piotra, maszynisty kolejowego, i Julii z d. Grześko. Pracował w przemyśle mięsnym jako trychinoskopista w leszczyńskiej Rzeźni Miejskiej. W 1919 biorąc udział w powstaniu wielkopolskim został ciężko ranny pod Wolsztynem i był leczony w tamtejszym szpitalu polowym. Jako żołnierz 26 pułku Ułanów Wielkopolskich był uczestnikiem wojny polsko-bolszewickiej w 1920. Działacz Koła Związku Powstańców Wielkopolskich w Lesznie. Inwalida wojenny, członek oddziału leszczyńskiego Zarządu Związku Inwalidów Wojennych.
Żonaty od 1927 z Marią (z d. Zimniak) zmarłą w 1933 (mieli córkę Irenę). Drugi raz ożenił się z Jadwigą (z d. Paczkowską) zmarłą w 1970, z którą miał syna Henryka.
Przed wybuchem II wojny światowej był wytypowany jako jeden ze „szczególnie niebezpiecznych dla Rzeszy” (niem. Sonderfahndungsbuch Polen) przez V kolumnę miejscowych Niemców. Według odpisu niemieckiego wykazu wydanych kar śmierci Tomasz Wachowski w rubryce zawierającej informacje obciążające wpisane ma: Prezes Związku Powstańców. Rozstrzelany podczas publicznej egzekucji  przeprowadzonej w ramach Operacji Tannenberg pod murem więzienia w Lesznie.
Pochowany w nieoznakowanej zbiorowej mogile, poza murem cmentarnym na alei do Borowej Karczmy. 21 października 1945 odsłonięto tablicę upamiętniającą to wydarzenie o treści „Tu spłynęła krew pomordowanych w dniu 21.10.1939 r. przez zwyrodniałego najeźdźcę niemieckiego obywateli miasta Leszna”. W każdą rocznicę egzekucji pod murem więzienia odbywa się uroczysty apel poległych. 21 października 1986 odsłonięto też tablicę z nazwiskami ofiar mordu na zbiorowej mogile.